# Herman (Brandenburgia)
Herman III zwany Długim (ur. ok. 1275, zm. 1 lutego 1308 w Lübz) – margrabia brandenburski na Salzwedel od 1298 lub 1299, hrabia Koburga od 1291 z dynastii askańskiej.
Był synem margrabiego z Salzwedel Ottona V Długiego oraz Judyty (Jutty) z Hennebergu. W 1291, po śmierci brata matki, hrabiego Hennebergu, wraz z braćmi odziedziczył część Hennebergu oraz hrabstwo Koburga. Ostatni z jego braci zmarł w 1295, wówczas to dziedzictwo matki przypadło wyłącznie jemu. W 1295 poślubił Annę, córkę późniejszego króla niemieckiego Albrechta I Habsburga. Już za życia ojca uczestniczył w rządach, szczególnie na terenach odziedziczonych po hrabiach Hennebergu. Także dzięki temu, że starsi bracia zmarli przed śmiercią ojca (ten zmarł zapewne w 1298) został jego jedynym następcą w części Brandenburgii. Początkowo dzielił tutaj władzę z ostatnim z żyjących stryjów i zarazem współrządców ojca, Albrechtem III, który wszakże zmarł już w 1300. Otto dzielił także tytuł margrabiowski z licznymi kuzynami z innej linii dynastii askańskiej, panującymi w Stendal, którym przewodził Otto IV ze Strzałą.
Już w 1298 podczas elekcji królewskiej Herman próbował skorzystać z praw elektorskich przysługujących Brandenburgii obok swego starszego kuzyna Ottona IV. Herman zawarł wówczas sojusz z kuzynem. Jego efektem było nabycie w 1303 od margrabiego Diezmanna Miśni. Oznaczało to zerwanie z teściem, królem Albrechtem Habsburgiem, który także miał pretensje do tego terytorium. Margrabiowie brandenburscy sprzymierzyli się wówczas z królem czeskim Wacławem II. Po śmierci tego ostatniego powstał plan wymiany Miśni (którą mieli zwrócić Albrechtowi) na Pomorze, które miał oddać im syn Wacława II Wacław III. Jego realizacji stanęło jednak na przeszkodzie zamordowanie tego ostatniego w 1306.
Herman posiadał także duże wpływy na Śląsku. Po śmierci swego szwagra (męża siostry Beatrycze), księcia świdnickiego Bolka I Surowego został opiekunem jego małoletnich synów, Bernarda, Henryka I i Bolka II – rządy w księstwie sprawował do czasu uznania pierwszego z nich za pełnoletniego (w 1305).
W 1308 podjął wraz z kuzynem Ottonem IV wyprawę na Meklemburgię, podczas której zmarł wskutek choroby. Ze związku z Anną Habsburżanką pochodził jedyny syn i następca Hermana, Jan V, na którym wygasła ottońska linia dynastii askańskiej w Brandenburgii. Herman i Anna mieli także trzy córki:
- Agnieszkę, żonę margrabiego brandenburskiego na Stendal Waldemara Wielkiego, a następnie księcia brunszwickiego Ottona Łagodnego;
- Matyldę, żonę księcia żagańskiego Henryka IV Wiernego;
- Juttę, żonę Henryka VIII, hrabiego Hennebergu.